# Holzhäuseln (Hörgertshausen)

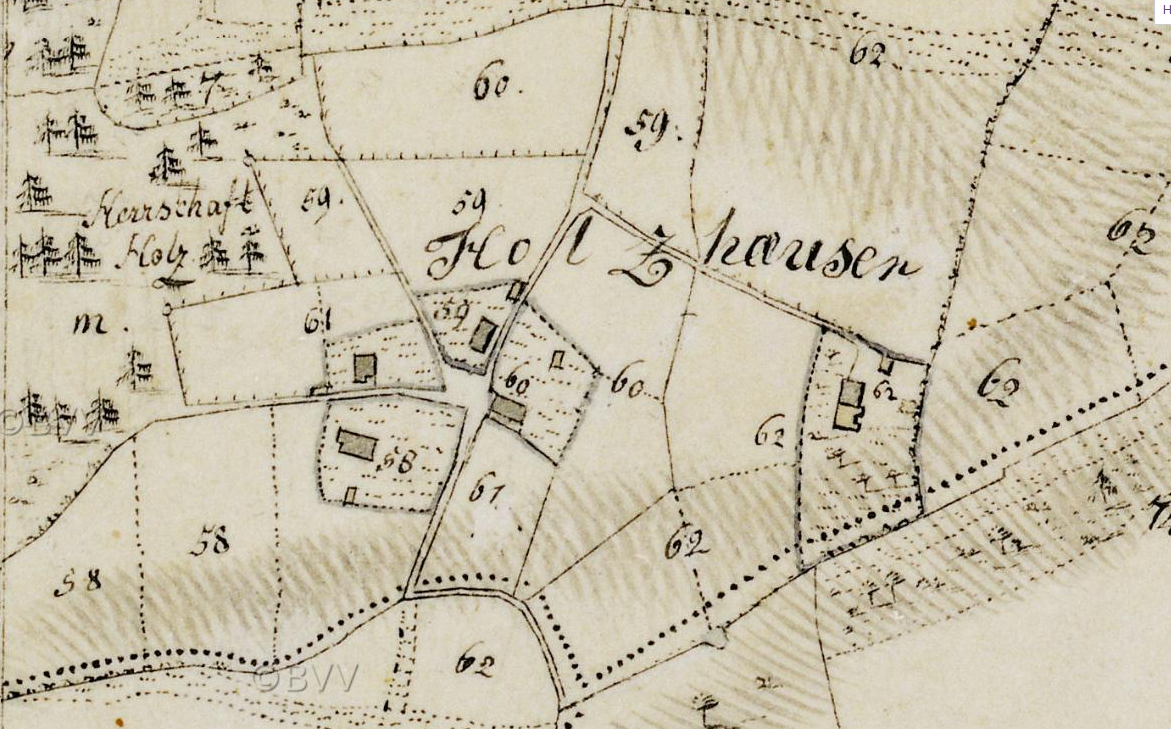
Historische Karte von Holzhäuseln

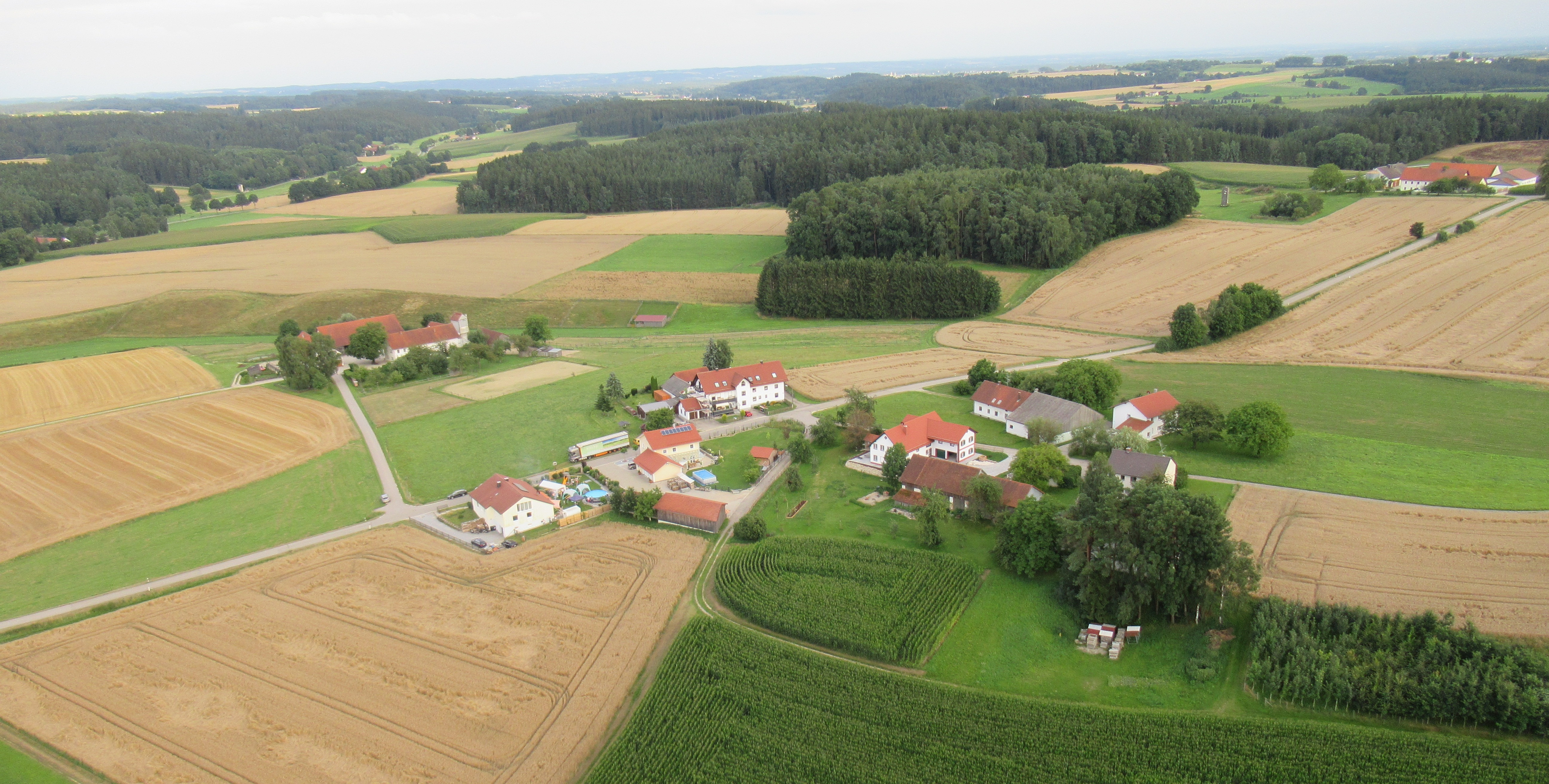
Luftbild von Holzhäuseln 2021

Holzhäuseln ist ein Weiler in der Gemeinde Hörgertshausen im oberbayerischen Landkreis Freising.

## Lage
Die Ortschaft mit fünf Anwesen befindet sich ca. einen Kilometer südlich von Hörgertshausen.

## Geschichte
Der Ort entstand um 1690 durch die vom Hofmarksherrn Graf Georg von Seiboldsdorf befohlene Rodung im sogenannten Fischerholz. Dort wurden vier zur Hofmark Hörgertshausen gehörige 1/16-Höfe angesiedelt, das heißt Bauernhöfe mit 10 bis 20 Tagwerk Grund. Zuerst wurde der Ort Unteres Holz bzw. hinterm Holz genannt, bald setzte sich aber der Name Holzhäuseln durch, der sich auf die Bebauung bezog.
Die Höfe werden seitdem mit den Hausnamen Pfeiff, Schuster (seit 1852 im Besitz der Familie Wild), Schneider und Süaß genannt und dürften die ursprünglichen Berufe der Besitzer neben der Landwirtschaft bezeichnen.
Die Entstehung des ebenfalls am Ort befindlichen Schaller Hofs ist nicht genau bekannt, eine der ältesten urkundlichen Nennungen ist im Jahre 1663. Es handelte sich um einen 1/4-Hof, der bis zur Erstellung der Fideikommiss-Hofmark Hörgertshausen 1683 dem Domstift Freising gehörte. Von 1683 bis 1761 gehörte der Bauernhof zur Hofmark Mauern und kam erst 1761 endgültig zur Hofmark Hörgertshausen.
Die Mitte des Ortes wird als „Gmoabuckl“ (Gemeindehügel) bezeichnet und liegt genau zwischen dem zu Hörgertshausen hin sich erhöhenden Kirchenberg und dem Wiesenberg auf der anderen Seite, auf dem sich die gleichnamige Einöde befindet. Der Gmoabuckl ging 2013 in Privatbesitz über.
2009 wurden in Holzhäuseln die letzten Hopfengärten beim Schaller umgelegt und damit die jahrhundertelange Hopfenerzeugung beendet.
Beim Pfeiff befanden sich von Mitte 1980 bis zum Abriss des alten, 1936 erbauten Bauernhauses Mitte 2015 eine Pokalmanufaktur und später eine Automobilwerkstatt. Auf der Stelle des Hofes wurde ein neues Wohnhaus erbaut.
Beim Schuster wurde 2018 das alte Wohnstallhaus mit Zwerchgiebel abgerissen. Das genaue Alter des mindestens einmal erweiterten Gebäudekerns konnte nicht bestimmt werden, lag aber vor 1850. Dafür wurden in der Balkenlage des ältesten Gebäudeteils behauene Balken des Dachstuhls des hölzernen Vorgängerbaus entdeckt. An dieser Stelle wurde 2019 ein Hakenhof mit Zwerchgiebel errichtet, der 2022 im Zuge des Wettbewerbs Gute Baugestaltung 2021 vom Landkreis Freising und der Kreishandwerkerschaft Freising ausgezeichnet wurde.

### Einwohnerentwicklung
Die Bevölkerung von Holzhäuseln hat sich seit 1820 wie folgt entwickelt: